# رايموند وونغ
رايموند وونغ (بالصينية: 黃英華) هو موسيقي وملحن صيني، ولد في 6 أبريل 1968.

## وصلات خارجية
- رايموند وونغ على موقع IMDb (الإنجليزية)
- رايموند وونغ على موقع ميوزك برينز (الإنجليزية)
- رايموند وونغ على موقع قاعدة بيانات الفيلم (الإنجليزية)